# Rue Chaligny
La rue Chaligny est une voie située dans le 12e arrondissement de Paris en France.

## Situation et accès
La voie débute place du Colonel-Bourgoin, croise le boulevard Diderot, près d'une entrée de la station Reuilly - Diderot qui la coupe en deux et finit à la limite avec le 12e arrondissement sur la place Mireille-Havet, où est située la station de métro Faidherbe - Chaligny, ainsi qu'une station de taxis et de Vélib'.
La première partie est occupée par divers restaurants, hôtels et commerces.
La seconde partie est bordée sur toute sa gauche par l'hôpital Saint-Antoine et son service funéraire, tandis que, sur son côté droit, se situe la caserne Chaligny puis une zone plus résidentielle. Toute la rue est bordée d'arbres.

## Origine du nom
Son nom fait référence à la famille Chaligny, famille de fondeurs français du XVIe siècle.

## Historique
La rue est ouverte en 1856, sur l'emplacement des anciens jardins de l'abbaye Saint-Antoine, sous le nom de « rue de l'Empereur ».
Elle prend son nom actuel par décret du 2 mars 1864. 

## Bâtiments remarquables et lieux de mémoire
- La morgue de l’hôpital Saint-Antoine.
- No 26 : une caserne de pompiers située au carrefour avec le boulevard Diderot, construite en 1885. Elle est la première conçue spécialement pour cette fonction[2].

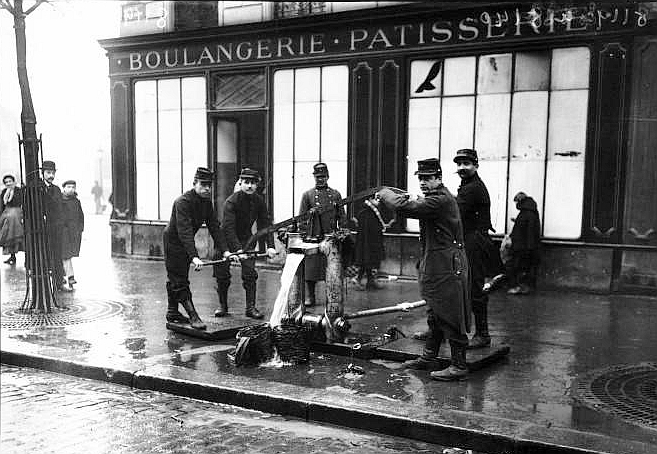
Les inondations de 1910 au bout de la rue, au niveau de la place du Colonel-Bourgoin.
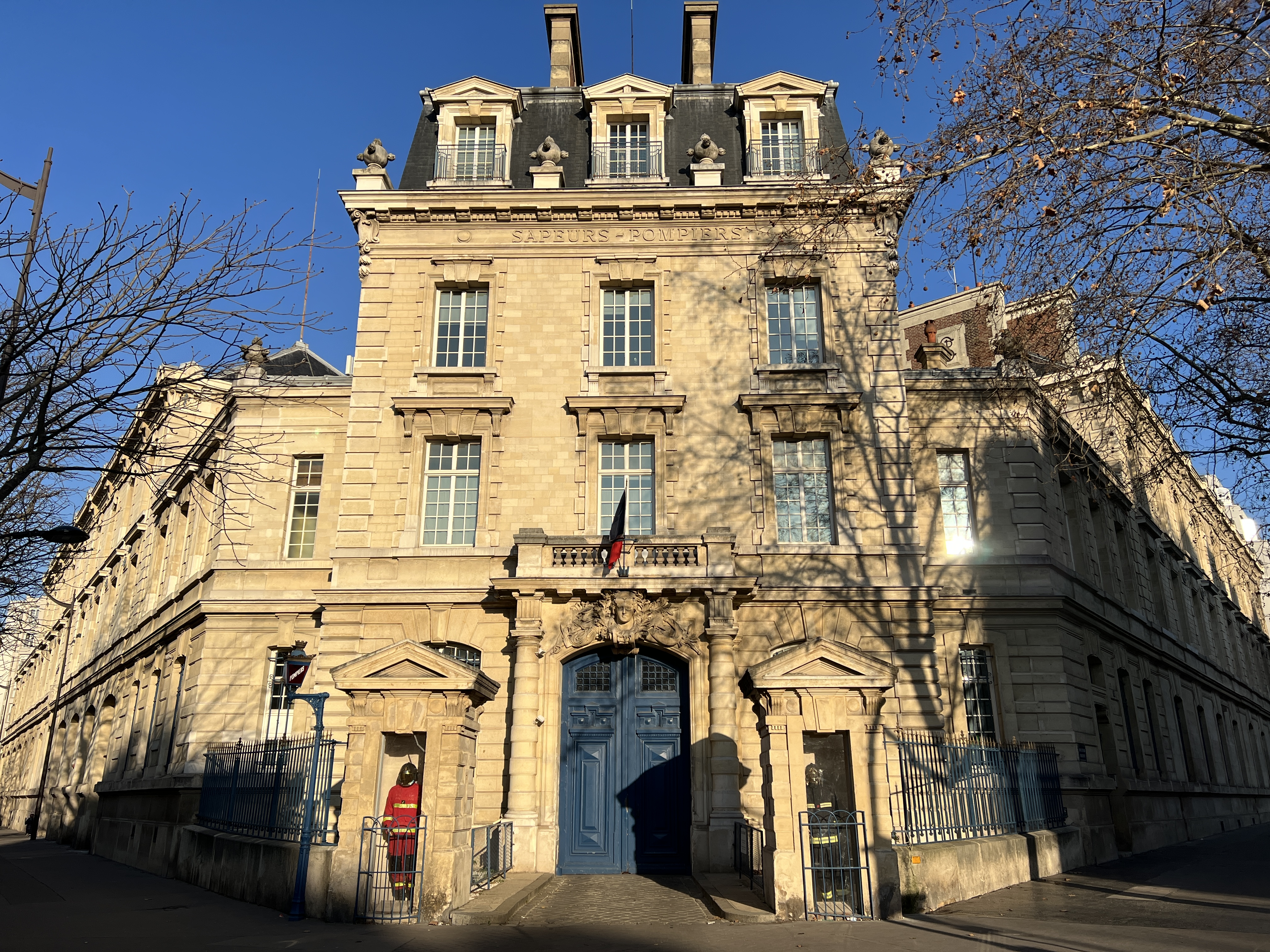
Caserne des pompiers Chaligny.